# 第70回NHK紅白歌合戦
『第70回NHK紅白歌合戦』（だい70かいエヌエイチケイこうはくうたがっせん）は、2019年（令和元年）12月31日19時15分から23時45分に放送された通算70回目のNHK紅白歌合戦である。元号が令和へ改元されてから初めての開催となる。

## 当日までのタイムライン
日付はいずれも2019年。
- 10月3日 - 開催日程と放送時間の発表[2] とともに、観覧者募集要項が告知[3] される。
- 10月18日 - 司会者が発表される。
- 10月28日 - 司会者の記者会見およびNHKアナウンサーの総合司会者を発表。
- 11月14日 - 出場歌手41組が発表された[4]。あわせて、今回の企画として、最新のAI技術を使って歌声や姿を再現させた美空ひばりのステージを放送、秋元康プロデュースによる新曲「あれから」を披露することも発表された[5]。
- 11月22日 - 竹内まりやの追加出場（特別企画として歌唱）を発表。
- 11月25日 - RADWIMPSの追加出場を発表。
- 11月27日 - テレビ放送副音声『紅白ウラトークチャンネル』の担当を発表。
- 12月6日 - ポスタービジュアル発表。2016年・第67回から使われてきた通しテーマ「夢を歌おう」に加えて「すべての歌は、応援歌だ。」なるテーマも併せて発表された。
- 12月11日 - 「夢を歌おう」特別企画として、ディズニー映画の話題曲をメドレーで披露するコーナーを設けると発表。中村倫也と木下晴香、ダイアモンド☆ユカイ、中元みずきが出演する[6]。
- 12月15日
  - この日（14日深夜）放送の『シブヤノオト』内で、AKB48とLiSAの曲目を先行発表した。通例曲目は例年直前に一斉発表するため、企画物では無い通常楽曲の先行発表は異例となる[7]。
  - 特別企画としてYOSHIKIが世界的ロックバンドKISSとのコラボレーションユニット「YOSHIKI feat.KISS ＜YOSHIKISS＞」として出演することが発表された[8]。
- 12月18日
  - 嵐が米津玄師書きおろしによるNHK2020ソング「カイト」を披露することを発表した[9]。
  - ゲスト審査員を発表した[10]。
  - 特別企画としてEテレで放送のテレビアニメ『おしりたんてい』のキャラクターが登場すると発表。オープニングテーマのダンスなどスペシャルパフォーマンスを披露、あわせてパフォーマンス中はデータ放送との連動企画も実施する[11]。
  - 審査方法の詳細を発表、前回に続き「視聴者審査員」「会場審査員」「ゲスト審査員」それぞれ投票数の多い組が1ポイントを獲得し、3ポイント中2ポイント獲得した組が優勝する。また視聴者審査員は総合テレビに加え、今回からBS4K・BS8Kの視聴者も投票可能になる[12]。
- 12月19日 - 「夢を歌おう」特別企画としてラグビーワールドカップ2019 日本代表の選手が出演、また松任谷由実が前回に続いて出演し、「ノーサイド」をテレビ初披露することも合わせて発表した[13]。
- 12月20日 - 曲目発表。あわせてビートたけしが特別企画で歌手として初出場し、「浅草キッド」を披露することを発表した[14]。
- 12月24日 - 7月9日に逝去したジャニーズ事務所創業者のジャニー喜多川（ジョン・ヒロム・キタガワ）の追悼企画として翌年デビューのSixTONESとSnow Manを含めたジャニーズJr.によるスペシャルパフォーマンスを披露することを発表した[15]。
- 12月25日 - 前回に引き続き『おげんさんといっしょ』の企画コーナーでのコラボレーションが発表された。
- 12月26日 - 前回・前々回に引き続き『LIFE!〜人生に捧げるコント〜』とのスペシャルコラボが発表された。
- 12月27日 - 曲順が決定した。

## 当日のステージ

### 前半
- オープニングは、総合司会の内村光良（ウッチャンナンチャン）、紅組司会の綾瀬はるか、白組司会の櫻井翔（嵐）が国立競技場から事前収録で挨拶。翌年開催予定[注釈 1]の東京オリンピックにちなみ、過去のオリンピック映像と、過去4大会のNHKオリンピック中継番組テーマソングの歌唱映像、さらにこの年に開催されたラグビーワールドカップ2019の映像をダイジェストで流した。そして国立競技場からNHKホールへと東京の夜景の中を空撮でカメラがパンし、出場歌手がステージ上に勢揃いしたNHKホール内部の生映像へと切り替わり、司会者たちが下手から登場した[16]。
- Foorinはトップバッターを務め、司会や出場歌手、Foorin team Eと一緒に「パプリカ」を踊った[17]。2番の歌詞はFoorin team Eが英語で歌唱した。歌唱前、内村が前日の日本レコード大賞受賞を祝福した[18]。
- 郷ひろみの歌唱時、チコちゃんと岡村隆史（ナインティナイン）が映り込んだ[19]。
- GENERATIONSのステージでは、プロゴルファーでゲスト審査員の渋野日向子の全英女子オープン初優勝時映像が流れた[18][20]。
- 純烈のステージでは、DA PUMPのTOMOとU-YEAHが振付を担当した[21]。
- この年亡くなったジャニー喜多川の追悼企画として、SixTONES[注釈 2]とSnow Man[注釈 3]率いるジャニーズJr.が「Let's Go to 2020 Tokyo」を披露した[22]。
- 特別企画『Disney Cinema Medley 2019』のダイアモンド☆ユカイのステージでは、King & Princeの平野紫耀と髙橋海人がバックダンサーを務めた[18]。
- おしりたんていのステージには、Hey! Say! JUMP、GENERATIONS、AKB48、乃木坂46、Perfumeがダンスで参加した[23]。
- Kis-My-Ft2の歌唱前には、メンバーがスケートボード選手の四十住さくらに取材したVTRが流れた[24]。
- 天童よしみのステージには、Mattがピアノの伴奏で参加した。曲の最後には、天童をMatt風に加工した写真が映された[25]。
- AKB48は、「恋するフォーチュンクッキー 」を2年連続で披露した。「紅白世界選抜SP」として、前回参加した タイ王国・バンコクのBNK48に加え、同じく タイ王国・チェンマイのCGM48、 ベトナム・ホーチミンのSGO48、 インドネシア・ジャカルタのJKT48、 フィリピン・マニラのMNL48、 中国・上海のAKB48 Team SH、 台湾・台北のAKB48 Team TP、 インド・デリーのDEL48と世界8都市の姉妹グループのエース級メンバーが来日し、 日本のAKB48、SKE48、NMB48、HKT48、NGT48、STU48と合わせて14組が参加した[26]。タイ語、タガログ語、中国語、ベトナム語、インドネシア語、ヒンディー語、日本語の7ヶ国語で歌唱した[18]。
- LiSAはアニメ『鬼滅の刃』の映像をバックに歌唱した。応援にはPerfume、宮田俊哉 （Kis-My-Ft2）、薮宏太（Hey!Say!JUMP）が登場した[27]。
- King Gnuの曲紹介では、櫻井が「King & Gnu」と間違えて紹介するハプニングが起きた[28]。
- 前半のトリを飾った五木ひろしの歌唱時、武田真治を見た岡村隆史（ナインティナイン）が乱入して武田とともにサックスを披露した。「めちゃ2イケてるッ!」（フジテレビ系列）終了以来の共演となった。最後には、チコちゃんがドラムを披露する一幕もあった[29]。

### 後半
- 後半トップバッターのLittle Glee Monsterの歌唱前、ラグビーワールドカップ2019 日本代表と司会が「ビクトリーロード」を披露した[30]。
- DA PUMPのステージでは、巨大なラグビーボールのバルーンが登場し、会場の客席を行き交った[31]。
- Official髭男dismの曲紹介には、インディーズ時代からのファンであるaikoが応援に駆けつけた[32]。
- 欅坂46は、テレビでは第68回（2017年）以来2年ぶりに「不協和音」を披露した。なお、平手友梨奈は翌年1月にグループを脱退したため、これが最後のパフォーマンスとなり、メンバーとしてのテレビ出演もこれが最後となった。また、織田奈那は翌年1月23日に、長沢菜々香は同3月31日に、石森虹花は同9月30日に、佐藤詩織は同10月13日にグループから卒業したため、これが最後の出場となった。また、翌年10月にグループ名を櫻坂46へと改名したため、欅坂46として最後の出場となった。山﨑天はオープニングまでの出演[33]。
- 水森かおりは、2年連続でマジシャンのメイガスとコラボし、横たわった女性の胴体切断マジックを成功させた。伊達みきお（サンドウィッチマン）も登場し、枯れ木に桜を咲かせるマジックを成功させた[34]。曲の最後には、水森の衣装の色が紫からピンクに変化した[18]。
- 三山ひろしは、昨年達成したけん玉ギネス世界記録（124人）の更新（125人）に挑戦したが、86人目で失敗した[35]。出場歌手・ゲストからは、数原龍友（GENERATIONS）、DJ KOO（TRF）、堀江翔太（ラグビー日本代表）、内海崇（ミルクボーイ）、石田明（NON STYLE）、上ちゃん（マキシマム ザ ホルモン）が参加した[36]。
- 関ジャニ∞のステージではなにわ男子（関西ジャニーズJr.[注釈 4]）と、2025年国際博覧会の誘致キャラクター特使を務めたピカチュウ20体が登場した[37]。
- 乃木坂46は、欅坂46と日向坂46との合同ステージで、内村も参加した[38]。また、白石麻衣は翌年10月28日に、佐々木琴子が同3月31日に、井上小百合が同4月27日に、中田花奈が同10月25日に乃木坂46から卒業したため、これが最後の出場となった。筒井あやめはオープニングまでの出演[33]。
- 星野源の歌唱前には、2年連続で『おげんさんといっしょ』からおげんさんファミリーが登場し、「ドラえもん」を披露した。その後、渋谷スクランブルスクエアの屋上から星野が「Same Thing」を歌唱した[39]。
- RADWIMPSは、劇中音楽を担当したアニメ映画『天気の子』の映像とともに歌唱した。「グランドエスケープ」では、同曲のボーカルを担当した三浦透子が参加した[40]。
- いきものがかりは、2021年にギター・ハーモニカの山下穂尊が脱退したため、3人体制で最後の紅白となった[注釈 5]。
- ゆずは、第55回（2004年）以来15年ぶりに松任谷正隆と共演した[41]。
- 嵐は、国立競技場でNHK2020ソング「カイト」を初披露した。曲紹介は作詞と作曲をした米津玄師が行った。歌唱前には、嵐と米津の対談の様子が放送された[42]ほか、放送終了後にYouTubeでこのパフォーマンスが公開された[43]。
- 氷川きよしは、紅白の着物から真っ黒な衣装に早着替えをし、金色の龍に乗って歌唱した。曲紹介は、氷川が主題歌を担当した『ドラゴンボール超』で孫悟空役の野沢雅子が行った[44]。
- 紅組トリを初めて務めたMISIAは、「INTO THE LIGHT」でDJ EMMAと 台湾出身のDJ noodleと共演した。「Everything」では背景に大きなレインボーフラッグが映され、ドラァグクイーンがダンスやコーラスで参加した[45]ほか、観客や出場歌手がレインボーフラッグを振る演出があった[46]。

### 結果
前回同様、ゲスト審査員・会場審査員・視聴者審査員のそれぞれで優勢な方に1ポイントを与える3ポイント制となり、全組終了後の最終審査で集計を行い2ポイントを取った方が優勝となる。
- ゲスト審査員（別記）：紅組（6 - 5）
- 会場審査員（NHKホールの観客全員）：白組（1,002 - 1,331）
- 視聴者審査員（総合テレビ・BS4K・BS8Kの視聴者 定員なし）：白組（332,394 - 437,895）

総合結果は白組が優勝で前々回、前回に続き3連勝となり上沼恵美子から優勝旗が授与された。

## 出場歌手
紅組、      白組、      特別企画、      初出場、      返り咲き。
| 曲順 | 組   | 歌手名              | 回 | 曲目                                          |
| ---- | ---- | ------------------- | -- | --------------------------------------------- |
| 1    | 紅   | Foorin              | 初 | パプリカ -紅白スペシャルバージョン-           |
| 2    | 白   | 郷ひろみ            | 32 | 2億4千万の瞳 -エキゾチック"GO!GO!"ジャパン-   |
| 3    | 紅   | aiko                | 14 | 花火                                          |
| 4    | 白   | GENERATIONS         | 初 | EXPerience Greatness                          |
| 5    | 紅   | 日向坂46            | 初 | キュン                                        |
| 6    | 白   | 純烈                | 2  | 純烈のハッピーバースデー                      |
| 企画 | 企画 | ジャニーズJr.       |    | Let's Go to 2020 Tokyo                        |
| 7    | 白   | Hey! Say! JUMP      | 3  | 上を向いて歩こう 〜令和スペシャルバージョン〜 |
| 8    | 紅   | 島津亜矢            | 6  | 糸                                            |
| 企画 | 企画 | 中元みずき          |    | イントゥ・ジ・アンノウン〜心のままに          |
| 企画 | 企画 | ダイアモンド☆ユカイ |    | 君はともだち                                  |
| 企画 | 企画 | 中村倫也&木下晴香   |    | ホール・ニュー・ワールド                      |
| 企画 | 企画 | おしりたんてい      |    | ププッとフムッとかいけつダンス                |
| 9    | 白   | Kis-My-Ft2          | 初 | Everybody Go                                  |
| 10   | 紅   | 天童よしみ          | 24 | 大阪恋時雨                                    |
| 11   | 紅   | AKB48               | 12 | 恋するフォーチュンクッキー〜紅白世界選抜SP〜  |
| 12   | 白   | 山内惠介            | 5  | 唇スカーレット                                |
| 13   | 白   | 三浦大知            | 3  | Blizzard                                      |
| 14   | 紅   | LiSA                | 初 | 紅蓮華                                        |
| 15   | 紅   | 坂本冬美            | 31 | 祝い酒 〜祝!令和バージョン〜                  |
| 16   | 白   | King Gnu            | 初 | 白日                                          |
| 17   | 紅   | 丘みどり            | 3  | 紙の鶴                                        |
| 18   | 白   | 福山雅治            | 12 | デビュー30周年直前SPメドレー                  |
| 19   | 紅   | TWICE               | 3  | Let's Dance Medley 2019                       |
| 20   | 白   | 五木ひろし          | 49 | VIVA LA VIDA! 〜生きてるっていいね!〜         |

| 曲順 | 組   | 歌手名                         | 回 | 曲目                                           |
| ---- | ---- | ------------------------------ | -- | ---------------------------------------------- |
| 21   | 紅   | Little Glee Monster            | 3  | ECHO                                           |
| 22   | 白   | DA PUMP                        | 7  | DA PUMP 〜ONE TEAMメドレー〜                   |
| 23   | 白   | Official髭男dism               | 初 | Pretender                                      |
| 24   | 紅   | 欅坂46                         | 4  | 不協和音                                       |
| 25   | 紅   | 水森かおり                     | 17 | 高遠 さくら路 〜イリュージョンスペシャル〜     |
| 26   | 白   | King & Prince                  | 2  | King & Prince 〜紅白スペシャルメドレー～       |
| 27   | 白   | 三山ひろし                     | 5  | 望郷山河 〜第3回 けん玉世界記録への道〜        |
| 企画 | 企画 | YOSHIKI feat. KISS <YOSHIKISS> |    | Rock and Roll All Nite -YOSHIKISS version.-    |
| 28   | 紅   | 椎名林檎                       | 7  | 人生は夢だらけ〜お願いガッテン篇〜             |
| 企画 | 企画 | AI美空ひばり                   |    | あれから                                       |
| 29   | 白   | 関ジャニ∞                      | 8  | 関ジャニ∞ 前向きにきばってこーぜ!OSAKAメドレー |
| 30   | 紅   | 乃木坂46                       | 5  | シンクロニシティ                               |
| 31   | 白   | 星野源                         | 5  | Same Thing                                     |
| 32   | 紅   | Perfume                        | 12 | FUSION -紅白Ver.-                              |
| 企画 | 企画 | ビートたけし                   | 初 | 浅草キッド                                     |
| 33   | 紅   | 石川さゆり                     | 42 | 津軽海峡・冬景色                               |
| 34   | 白   | RADWIMPS                       | 2  | 天気の子 紅白スペシャル                        |
| 35   | 紅   | Superfly                       | 4  | フレア                                         |
| 36   | 白   | 菅田将暉                       | 初 | まちがいさがし                                 |
| 企画 | 企画 | 竹内まりや                     | 初 | いのちの歌                                     |
| 37   | 紅   | いきものがかり                 | 11 | 風が吹いている                                 |
| 38   | 白   | ゆず                           | 10 | 紅白SPメドレー 2019-2020                       |
| 企画 | 企画 | 嵐                             |    | カイト                                         |
| 企画 | 企画 | 松任谷由実                     | 4  | ノーサイド                                     |
| 39   | 白   | 氷川きよし                     | 20 | 紅白限界突破スペシャルメドレー                 |
| 40   | 紅   | 松田聖子                       | 23 | Seiko Best Song Medley                         |
| 41   | 紅   | MISIA                          | 4  | アイノカタチメドレー                           |
| 42   | 白   | 嵐                             | 11 | 嵐×紅白スペシャルメドレー                      |

脚注
1. ↑  メンバーの白濱亜嵐・関口メンディーは過去にEXILEとして3回出場。
2. ↑  メンバーの山田涼介・知念侑李は過去にNYCおよびNYC boysとして4回出場。
3. ↑  「夢を歌おう」特別企画『Disney Cinema Medley 2019』
4. ↑  自身のカウントダウンコンサートを開催する神奈川県横浜市西区のパシフィコ横浜展示ホールからの中継。
5. ↑  「HELLO」「虹」「零 -ZERO-」を順に披露。
6. ↑  「TT -Japanese ver.-」「FANCY -Japanese ver.-」を順に披露。体調不良のため休養中のミナを除く8名での出演。
7. ↑  「P.A.R.T.Y. 〜ユニバース・フェスティバル〜」「U.S.A.」を順に披露。
8. ↑  『欅坂46』名義では最後の紅白出場。
9. ↑  メンバーの山﨑天は出演時間の関係でオープニングのみの参加。
10. ↑  5人での出場（岩橋玄樹が活動休止中のため）。
11. ↑  「シンデレラガール」「koi-wazurai」を順に披露。
12. 1 2 3  「夢を歌おう」特別企画
13. ↑   アメリカ合衆国からの収録。
14. ↑  「ジユーダム」「人生は夢だらけ」を順に披露。
15. ↑  「ズッコケ男道」「前向きスクリーム!」を順に披露。
16. ↑  メンバーの筒井あやめは出演時間の関係でオープニングのみの参加。
17. ↑  東京都渋谷区・渋谷スクランブルスクエア屋上からの収録。歌詞の一部が変更されている。
18. ↑  「FUSION」「ポリリズム」を順に披露。
19. ↑  2000年・2001年に志村けんと氷川きよしの応援で出演経験がある。
20. ↑  東京都渋谷区・NHK放送センターCT101スタジオからの中継。
21. ↑  「グランドエスケープ feat. 三浦透子」「大丈夫」を順に披露。
22. ↑  竹内まりや×第70回紅白『未来へつなぐ命のメッセージ』
23. ↑  東京都渋谷区・NHK放送センターCT102スタジオからの中継。
24. ↑  「栄光の架橋」「SEIMEI」を順に披露。
25. ↑  東京都新宿区・国立競技場からの収録。
26. ↑  過去に紅組歌手として3回出場。
27. ↑  「大丈夫」「限界突破×サバイバー」を順に披露。
28. ↑  「時間の国のアリス」「Rock'n Rouge」「チェリーブラッサム」「夏の扉」を順に披露。
29. ↑  「アイノカタチ」「INTO THE LIGHT」「Everything」を順に披露。
30. ↑  「A・RA・SHI」「Turning Up」を順に披露。

### 選考を巡って
- 初出場は紅組3組、白組5組、特別企画1組の計9組。
  - 日向坂46はこの年の2月にけやき坂46からグループ名を変更[48] し、3月にメジャーデビューを果たし、この年発表したシングル3作ともに発売初週で売り上げ40万枚を記録するなど活躍も顕著だった[49]。
  - Foorinは、米津玄師が手がけた2020応援ソング「パプリカ」が人気を博し、前回は企画枠で出演、今回は正式に出場することになった。あわせて、同曲英語版を歌うFoorin team Eとも共演した[50]。
  - LiSAはアニメソングを中心に歌って人気を博し、加藤英明チーフプロデューサーは「アニソンの枠を超えるほどのご活躍をされているソロアーティスト」と評価され、この年にリリースした「紅蓮華」が、アニメソング歌手として初めてオリコンダウンロードランキング2週連続1位を記録したのも要因となった[51]。
  - Official髭男dismは「Pretender」がBillboard JAPANのストリーミングチャートで23週目にして1億回の再生を記録[52]、King Gnuも「白日」がサブスクリプションサービスでの再生回数において大ヒットを記録するなど[53]、いずれも若者層からの支持とデジタル配信での指標が突出していたのが決め手となった。
  - Kis-My-Ft2は2011年のデビューから9年目にして初出場。バラエティ番組での活躍のほか、この年2度目のドームツアーも成功させている[54]。
  - GENERATIONSはデビュー7周年で初出場。前年に初の4大ドームツアーを開催し41.5万人を動員、この年も5大ドームツアーを開催している[55]。紅白のために、当日行われた「LDH PERFECT YEAR 2020 COUNTDOWN LIVE 2019→2020 "RISING"」の出演を辞退していた。
  - 菅田将暉は俳優活動のかたわら音楽活動も精力的にこなし、この年配信リリースした「まちがいさがし」は50万ダウンロードを超えるヒットを記録している[56]。
  - 竹内まりやはデビュー40周年にして初出場で、この年に放送された特別番組『竹内まりや Music & Life 〜40年をめぐる旅〜』の制作スタッフからのオファーを受けて出場となった。当日は2008年の連続テレビ小説『だんだん』の劇中歌として歌われた、竹内の作詞による「いのちの歌」のセルフカバーバージョンを披露、歌になぞらえてこの歌にまつわるエピソードや写真を視聴者から募集し、曲とともに紹介する特別企画も行う[57]。
- 返り咲き組は11月25日に追加発表された、第67回以来となるRADWIMPSで、アニメ映画『天気の子』の大ヒットを受けての出場となり、当日は同映画の楽曲のスペシャルパフォーマンスを披露した[58]。
- 前回の出場歌手より、不選出となったのは紅5組、白7組の計12組。
  - 紅組 あいみょん、DAOKO、西野カナ[注釈 6]、松任谷由実[注釈 7]、YOSHIKI feat.サラ・ブライトマン[注釈 8]。
  - 白組 EXILE[注釈 9]、Suchmos、三代目 J SOUL BROTHERS、SEKAI NO OWARI、Sexy Zone[注釈 10]、YOSHIKI feat.HYDE[注釈 8]、米津玄師[注釈 11]。
    - このうち、EXILEと三代目 J SOUL BROTHERSは、福岡ヤフオク!ドーム[注釈 12] で行われた「LDH PERFECT YEAR 2020 COUNTDOWN LIVE 2019→2020 "RISING"」を優先したため出場を辞退した。
- 五木ひろしは連続出場の最長記録となった（前回までは森進一の48回連続が最長）[29]。
- 連続テレビ小説『なつぞら』の主題歌である「優しいあの子」を歌ったスピッツが出場を辞退した理由について、色々な憶測が飛び交ったが加藤CPは「アーティスト側の都合で出場を辞退しました」とコメントした[59]。
- 新元号「令和」発表時に新曲「令和」をリリースし話題となったゴールデンボンバーも落選しており、自虐ネタとして4枚目のアルバム「もう紅白に出してくれない」を発売した[60]。

### 曲順を巡って
- 紅組トリにMISIA、白組トリおよび大トリにこの年デビュー20周年を迎えた嵐が2年連続で起用された。前者は初トリ。
- NHK側はトリ選考に関し、前者は「去年の紅白でのステージがボーカリストとしてもアーティストとしても成熟していた。人気も衰えないですし、新たな挑戦をされていて、アーティストとしての存在感が増してらっしゃるのは間違いない。社会貢献も活躍をされていて、2020年に向けた紅白のラストにふさわしいと思いました」、後者は「嵐さんは来年東京オリンピック・パラリンピックナビゲーターもお願いしていることもありますし、20周年アルバム以降は特にデジタルの世界での新たに活躍がありましたし、ファンとの交流も深めていました。日々目が離せないですし、常に今年は嵐の話題だったと思います。エンターテインメントを席巻された方々として、最後の歌唱をお願いしたという形です」と説明した[61]。

各種メディアが挙げていたトリの候補は以下の通りである。
- サンケイスポーツ（2019年11月15日付） - 「白組トリおよび大トリは嵐が最有力」[62]
- スポーツニッポン（2019年11月15日付） - 「紅組トリの候補に東京オリンピック・パラリンピック開閉会式メンバー・椎名林檎、ここ3年間の担当者・石川さゆり、白組トリの候補にアテネオリンピックのNHK中継テーマソング「栄光の架橋」を担当したゆず、翌年限りで活動休止に入る嵐が挙がる」[63]
- スポーツ報知（2019年12月21日・27日付） - 「白組トリおよび大トリは嵐が有力」[64]「紅組トップバッターはFoorin、紅組トリはMISIA、白組トリおよび大トリは嵐が務めることが決定」[65]
- 日刊スポーツ（2019年12月27日付） - 「紅組トップバッターおよび先行トップバッターはFoorin、白組トップバッターは郷ひろみ、紅組トリはMISIA、白組トリおよび大トリは嵐が務めることが決定」[66]

## 司会者
- 総合：内村光良（ウッチャンナンチャン、『LIFE!〜人生に捧げるコント〜』座長、この年上期の連続テレビ小説『なつぞら』語り）、和久田麻由子（東京アナウンス室）
- 紅組：綾瀬はるか（女優、この年の大河ドラマ『いだてん〜東京オリムピック噺〜』の春野（池部）スヤ役）
- 白組：櫻井翔（嵐）
  - 和久田は初司会[67]、綾瀬は4年ぶり3回目、櫻井は2年連続7回目（単独では2回目・嵐として5年連続5回）、内村は3年連続3回目[68]。
  - 翌年の第71回・第72回ではジャニーズ事務所所属タレントが起用されていないため、第57回（2006年）から続いたジャニーズ事務所所属タレントの連続起用は今回で途切れた。しかし、第73回で櫻井が起用されたため、3年ぶりの起用となる。

## ゲスト出演者

### ゲスト審査員
- 吉野彰（工学博士、旭化成名誉フェロー）：リチウムイオン二次電池の基本構造を確立したことによる功績で、この年ノーベル化学賞を受賞。
- 瀬戸大也（水泳選手）：この年の世界水泳選手権男子個人メドレーで2種目制覇し2020年東京オリンピックの出場が内定。
- 渋野日向子（プロゴルファー）：この年の全英女子オープンで初出場初優勝し、男女通じて日本人2人目となる海外メジャー制覇。
- 広瀬すず（女優）：この年上期の連続テレビ小説『なつぞら』のヒロイン・奥原（坂場）なつ役。前回（第69回）の紅組司会。
- 戸田恵梨香（女優）：この年下期の連続テレビ小説『スカーレット』のヒロイン・川原喜美子役。
- 上沼恵美子（お笑い芸人）：第45回（1994年）・第46回（1995年）の紅組司会。
- 中西麻耶（陸上選手）：この年の世界パラ陸上競技選手権大会の女子走り幅跳びで優勝し、2020年東京パラリンピック出場が内定。
- 井上尚弥（プロボクサー）：WBAバンタム級スーパー王者兼IBF世界バンタム級王者。この年開催のWBSS第2シーズンバンタム級で優勝。
- 長谷川博己（俳優）：翌年の大河ドラマ『麒麟がくる』の主人公・明智十兵衛光秀役。
- 田中圭（俳優）：エランドール賞新人賞受賞。日本テレビ『あなたの番です』、テレビ朝日『おっさんずラブ』シリーズ等で主演。
- サンドウィッチマン（伊達みきお・富澤たけし/お笑い芸人）：『サンドのお風呂いただきます』、ラジオ第1『サンドウィッチマンの天使のつくり笑い』などに出演。東京2020聖火リレー公式アンバサダー。

### 特別企画
- ラグビーワールドカップ2019 日本代表[注釈 13]：オープニング、Foorin、Little Glee Monster、松任谷由実の曲中などに登場。
- 中元みずき、ダイアモンド☆ユカイ、中村倫也&木下晴香：「夢を歌おう」特別企画 Disney Cinema Medley 2019で出演。
- ビートたけし：「夢を歌おう」特別企画で出演。
- 竹内まりや：竹内まりや×第70回紅白「未来へつなぐ命のメッセージ」特別企画で出演。
- 松任谷由実：「夢を歌おう」特別企画で出演。
- YOSHIKI feat.KISS＜YOSHIKISS＞：「夢を歌おう」特別企画でVTR出演。

### 企画・応援ゲスト
- Foorin team E：Foorinと共に「パプリカ」を英語詞でパフォーマンス。
- さかとも、あれ慎之助、石田達也（コスモスライダー）、ものまねJAPAN、澤井一希（ジュビレッチェ）、しまぞうZ（キャベツ確認中）、小坂なおみ：郷ひろみの応援。
- チコちゃん（声：木村祐一）、岡村隆史（ナインティナイン）：『チコちゃんに叱られる!』出演者。「チコちゃんに叱られる!×紅白」などに出演。
- SixTONES、Snow Man、ジャニーズJr.：「Let's Go to 2020 Tokyo」でスペシャルパフォーマンスを披露。
- おしりたんてい、ブラウン、マルチーズしょちょう、すずき、かいとうU、すず：Eテレアニメ『おしりたんてい』のキャラクター。「ププッとフムッとかいけつダンス」で出演。前回に引き続いての出演。
- チョコレートプラネット：NHKホール楽屋ロビーや「三津谷寛治"生"ダメ出し!」などに出演。
- メイガス、プリマベーラ（いずれもイリュージョニスト）：水森かおりとのコラボレーションでイリュージョンを披露[69]。
- 石田明（NON STYLE）、DJ KOO（TRF）、上ちゃん（マキシマム ザ ホルモン）、ず〜まだんけ：三山ひろしの曲中でけん玉ギネス世界記録に挑戦[69]。
- ミルクボーイ：ABCテレビ制作・テレビ朝日系『M-1グランプリ2019』王者。同上。
- なにわ男子、ピカチュウ：関ジャニ∞の応援。
- 高畑充希、宮野真守：『おげんさんといっしょ』出演者。「おげんさんといっしょ×紅白」で出演。
- 北島康介：東京2020オリンピックNHKアスリートナビゲーター、この年の大河ドラマ『いだてん〜東京オリムピック噺〜』の古橋廣之進[注釈 14]役。ゆずの曲紹介。
- 野沢雅子：『ドラゴンボール』シリーズの孫悟空役。氷川きよしの応援。
- 塚地武雅（ドランクドラゴン）、ムロツヨシ、中川大志、じろう（シソンヌ）：『LIFE!〜人生に捧げるコント〜』出演者。「LIFE!×紅白」でVTR出演。
- 四十住さくら（ローラースポーツ選手）：Kis-My-Ft2の曲紹介でVTR出演。
- ウサイン・ボルト（元陸上選手）：「櫻井翔が直撃! 人類最速 ウサイン・ボルト」にVTR出演。
- 米津玄師 ：嵐が「カイト」を歌唱する前に、放映された（同曲の作詞・作曲者である）米津と嵐の対談シーンにVTR出演。

### 演奏ゲスト
- 清塚信也：島津亜矢の曲中でピアノを演奏。
- Matt：天童よしみの曲中でピアノを演奏。
- 木嶋真優：山内惠介の曲中でヴァイオリンを演奏。
- 武田真治：五木ひろしの曲中でサクソフォーンを演奏。
- 江﨑文武：King Gnuの曲中でピアノを演奏。
- SOIL&"PIMP"SESSIONS、 栗原健、浜野謙太：椎名林檎のバックバンド。
- 河村"カースケ"智康、長岡亮介（浮雲）、ハマ・オカモト、櫻田泰啓、石橋英子、STUTS、Superorganism：「おげんさんといっしょ×紅白」および星野源のバックバンド。
- 千住明：石川さゆりの曲中で指揮を担当。
- 三浦透子：RADWIMPSのゲストボーカルとして出演[69]。
- 松任谷正隆：ゆずの曲中でピアノ、松任谷由実の曲中で電子オルガンを演奏。
- 林立夫、小原礼、鈴木茂、阿部雅士ストリングス：松任谷由実のバックバンド。
- DJ Noodls(麵麵)[from 台北]、DJ EMMA：MISIAの曲中でDJを担当。
- 星屑スキャット（ミッツ・マングローブ、ギャランティーク和恵、メイリ―・ムー）：MISIAの曲中でバックコーラスを担当。
- 都倉俊一：「蛍の光」の指揮を担当。

### その他の番組担当者
- ラジオ中継：片山千恵子、田村直之（いずれも東京アナウンス室）
- テレビ放送副音声『紅白ウラトークチャンネル』： 山里亮太（南海キャンディーズ）、渡辺直美、杉浦友紀（東京アナウンス室）[70]
- ナレーション：梶裕貴、花澤香菜

## その他
- NHKの石原進経営委員長は2019年6月の定例会見にて、NHKのテレビ番組をインターネットにも同時配信することを認める放送法の改正が国会で成立したことを受けて、当初、2019年度内での開始を予定していた同時配信サービス（後の「NHKプラス」）のテストとPRを兼ねて今回の紅白歌合戦でインターネットでの同時配信を行う意向を示していたが、実際には行われなかった[71][72][73][74]。背景には同年11月にNHKの肥大化を懸念する総務省からインターネット同時配信サービス実施計画などの見直しを要請され、認可判断も翌年（2020年）1月に先延ばしとなっており、紅白歌合戦でのテスト配信が事実上困難になったためだと思われる[73][75]。その後、総務省はインターネット同時配信サービスを条件付きで認可することを2020年1月14日に発表。NHKは同年3月にNHKプラスの試験サービスを行い、同年4月から本サービスを開始したことから[74][76]、紅白歌合戦の同時配信は同年12月31日放送の第71回より開始された[77]。

## 視聴率
平均世帯視聴率は前半が34.7%（前回から3.0ポイント減）、後半が37.3%（前回から4.2ポイント減）で、後半は過去最低となった（ビデオリサーチ・関東地区）。瞬間最高視聴率は23時41分に記録した42.3%で、結果発表直前のダイジェスト映像が流れた場面であった。前半の瞬間最高視聴率は19時44分に記録した37.5%で、チコちゃんと岡村隆史がトークに参加していたシーンだった。ワースト記録を更新したことについて、NHKの木田幸紀放送総局長は2020年1月22日の定例会見で、「大みそかにテレビの前にいない人にどう伝えるかが課題です」とコメントした。

### 歌手別視聴率
歌手別の最高視聴率は大トリを務めた嵐の40.8%で、次いで氷川きよしの40.4%だった。
- 数字は関東地区[83]。
- 紅組、      白組、      特別企画。

| 順位 | 組 | 歌手         | 視聴率 |
| ---- | -- | ------------ | ------ |
| 1位  | 白 | 嵐           | 40.8%  |
| 2位  | 白 | 氷川きよし   | 40.4%  |
| 3位  | 紅 | MISIA        | 40.1%  |
| 4位  | 白 | RADWIMPS     | 39.4%  |
| 5位  | 企 | ビートたけし | 39.2%  |
| 6位  | 白 | 星野源       | 39.1%  |
| 7位  | 紅 | 石川さゆり   | 38.9%  |
| 7位  | 企 | 松任谷由実   | 38.9%  |
| 9位  | 紅 | Perfume      | 38.8%  |
| 10位 | 紅 | 松田聖子     | 38.7%  |